# Jean-Pierre Rousselot
Jean(-Pierre) Rousselot (Saint-Claud, Charente, 14 d'octubre de 1846 - París, 16 de desembre de 1924) fou un foneticista i eclesiàstic francès.

## Vida
Rousselot nasqué en el si d'una família modesta en la qual la mare només parlava occità, i el pare, occità i francès. Va entrar al seminari menor i va ser ordenat el 1870. De 1873 a 1879 fou professor al seminari menor de Richemont; el 1878 obtingué la llicenciatura en lletres. El 1879 començà a fer enquestes dialectals de cara a la tesi doctoral. A partir de 1880 feu nombrosos viatges i seguí cursos de filologia romànica a París amb professors com Gaston Paris, Paul Meyer, Arsène Darmesteter, Jules Gilliéron, Alfred Morel-Fatio i indoeuropea amb Michel Bréal o d'Arbois de Jubainville.
El 1886 va crear el seu primer instrument per a mesurar i enregistrar els sons. El 1889 fou nomenat professor en la recentment fundada universitat Institut Catholique de Paris, on creà el primer laboratori de fonètica experimental. Va fer nombrosos viatges per fer cursos i conferències, sobretot a universitats alemanyes, i per fer demostracions del seu laboratori.
El 1891 defensà la tesi doctoral sobre les variacions en el parlar d'una mateixa família de Cellefrouin.
Per les seves recerques fou nomenat doctor honoris causa per la Universitat de Greifswald i cavaller de la Légion d'honneur (1920).

## Obra
Es considera que l'abat Rousselot és el fundador de la fonètica experimental tant pel que fa a la recerca fonamental com en recerca aplicada. Va proposar que s'estudiessin les modificacions fonètiques dels parlars mitjançant un mètode experimental i així induir-ne les lleis fonètiques dels canvis que s'anaven produint i de manera més general als processos analitzats fins a aquell moment per la lingüística històrica. Els dos volums dels Principes de Phonétique Expérimentale que es van publicar el 1897 i el 1901 marcaren un gir radical i una vertadera rearticulació científica: la fonètica, després de la medicina de Claude Bernard (1865) i la psicologia de Pierre Janet (1889), va anar així desplaçant-se cap a l'àmbit de les ciències experimentals de la vida i de l'Home. Fou arran d'aquelles observacions in situ que es va adonar que "la fonètica havia de prendre com a base, no els textos morts, sinó l'home que viu i parla". Va ser a causa de la incapacitat dels seus mestres a reinterpretar, a partir de les seves pròpies annotacions, allò que la seva oïda exercida havia sentit in situ que començà a dedicar-se a l'enregistrament amb uns d'aparells derivats, o fins i tot creats a partir, de la instrumenció de la fisiologia experimental del laboratori d'Étienne-Jules Marey del Collège de France. Opinava Rousselot que la fonètica experimental, ciència d'observació i experimentació, desembocava de manera natural cap a aplicacions pedagògiques i terapèutiques. L'ensenyament del francès, de les llengües estrangeres, la correcció de les errades de pronúncia i la reeducació dels sords esdevingueren aquells àmbits.
El 1887, va cofundar amb Jules Gilliéron la Revue des patois gallo-romans.
L'abat Rousselot va influenciar un bon nombre de foneticistes francesos i estrangers, com per exemple: Josef Chlumsky, Jean Poirot, Giulio Panconcelli-Calzia, Théodore Rosset, George Oscar Russell, Raymond Herbert Stetson.

## Publicacions
- Les modifications phonétiques du langage étudiées dans le patois d'une famille de Cellefrouin (Charente). Welter, Paris, 1891, 372 pàgines
- Principes de phonétique expérimentale, Welter, Paris/Leipzig 1897-1901 i 1901-1908; volum I i II
- Précis de prononciation française par l'abbé Rousselot et Fauste Laclotte. Welter, Paris/Leipzig 1902, 255 pàgines
- Phonétique expérimentale et surdité. La Parole, 1903
- La Phonétique expérimentale, Leçon d'ouverture du Cours professé au Collège de France. Bovin, Paris, 1922. Paris